# Deep Purple European Tour
Deep Purple European Tour – europejska trasa koncertowa Deep Purple, która odbyła się na przełomie 1969 i 1970 r.; obejmująca 127 koncertów. Koncerty trasy
odbyły się w: Anglii, Belgii, Holandii, Szwecji, Danii, Niemczech Zachodnich, Szwajcarii, Austrii i Francji.
W 1969 zespół dał 48 koncertów w Anglii, 3 w Holandii, po 1 w Belgii, Szwecji, Danii, Szwajcarii oraz 4 w Niemczech Zachodnich.
W 1970 zespół dał 51 koncertów w Anglii, po 1 we Francji i w Austrii, 3 w Szwajcarii i 11 w Niemczech Zachodnich.

## Program koncertów
Podczas trasy połowę repertuaru Deep Purple stanowiły utwory z albumów składu MkI, a drugą połowę repertuaru utwory z albumu MkII. Na koncertach zespół po raz pierwszy prezentował utwory: "Speed King", "Child In Time" i "Into the Fire". W repertuarze Deep Purple znalazł się także instrumentalny cover piosenki "Paint It Black" z repertuaru The Rolling Stones.

## Koncerty w 1969

### Anglia- część 1
- 10 lipca  - Londyn, Speakeasy
- 18 lipca - Redcar, Jazz Club
- 20 lipca - Birmingham, Mother Club
- 13 sierpnia - Londyn, Revolution Club (odwołany)
- 15 sierpnia - Newcastle, Mayfair (odwołany)
- 16 sierpnia - Birmingham, Rebeccas (odwołany)
- 20 sierpnia - Londyn, Revolution Club (odwołany)

### BelgiaiHolandia
- 22 sierpnia - Bilzen, Belgia - Bilzen Jazz Festival
- 23 i 24 sierpnia - Amsterdam, Holandia - Club Paradiso

### Anglia - część 2
- 26 sierpnia  - Windsor, Klook's Klek
- 29 sierpnia  - Londyn, Lyceum
- 30 sierpnia  - Gravesend, Kent Pop Festival

### SzwecjaiDania
- 3 września  - Göteborg, Szwecja - Que Club
- 7 września  - Kopenhaga, Dania - Club 6

### Anglia - część 3
- 12 września  - Barnstaple, Queens Hall
- 13 września  - Narberth, Queens Hall
- 20 września  - Malvern, Winters Garden
- 21 września  - Redcar, nieznane miejsce koncertu
- 24 września  - Londyn, Royal Albert Hall
- 27 września  - Nottingham, Nottingham College

### Szwajcaria,HolandiaiNiemcy Zachodnie
- 4 października  - Montreux, Szwajcaria - Montreux Casino
- 9 października  - Augsburg, Niemcy Zachodnie - nieznane miejsce koncertu
- 10 października - Stuttgart, Niemcy Zachodnie - nieznane miejsce koncertu
- 11 października - Essen, Niemcy Zachodnie - Pop & Blues Festival
- 12 października - Amsterdam, Holandia - nieznane miejsce koncertu
- 14 października - Hamburg, Niemcy Zachodnie - Musik Halle

### Anglia - część 4
- 22 października - Ipswich, Batsch Hall
- 24 października - Londyn, Lyceum
- 25 października - Weston-super-Mare, Winters Garden
- 30 października - Leeds, University
- 1 listopada - Bristol, Mayfair Ballroom
- 2 listopada - Londyn, Lyceum
- 7 listopada - Romford, nieznane miejsce koncertu
- 8 listopada - Folkestone, Leas Cliff Hall
- 10 listopada - Bath, Art College
- 13 listopada - Newport, Regency Theatre
- 14 listopada - Birmingham, Aston View
- 15 listopada - Leeds, University
- 16 i 17 listopada - Glasgow, Kinema
- 21 listopada - Eltham, Avery Hill
- 22 listopada - Bradford, University
- 23 listopada - Epping, Groovesville
- 29 listopada - Londyn, Imperial College
- 30 listopada - Londyn, Roundhouse
- 4 grudnia - Worthing, nieznane miejsce koncertu
- 5 grudnia - Sunderland, Polytechnic
- 6 grudnia - Manchester, UMIST
- 7 grudnia - Bradford, St Georges Hall
- 9 grudnia - Stafford, Keele University
- 10 grudnia - Londyn, University College
- 11 grudnia - Bournemouth, Ray Ballroom
- 12 grudnia - Hereford, The Flamingo
- 15 grudnia - Carlisle, The Cosmopolitan
- 18 grudnia - Redruth, The Flamingo
- 19 grudnia - Plymouth, Van Dyke
- 20 grudnia - Dagenham, The Roadhouse
- 28 grudnia - Croydon, Greyhound

## Koncerty w 1970

### Francja
- 5 stycznia - Paryż, Anciennes

### Anglia - część 5
- 6 stycznia - Worthing, Assembly Hall
- 10 stycznia - Reading, University
- 19 stycznia - Dunstable, Civic Hall
- 21 stycznia - Newcastle, Music Hall
- 23 stycznia - Lancaster, University of Lancaster
- 30 stycznia - Londyn, Royal Albert Hall
- 31 stycznia - Cottenham, Lawns Centre
- 6 lutego - Waltham Forest, Technical College
- 7 lutego - Leicester, Union Hall na University Leicester
- 8 lutego - Birmingham, Mothers Club
- 14 lutego - Manchester, Free Trade Hall
- 15 lutego - Nottingham, Boat Club
- 16 lutego - Romford, Kings Head
- 19 lutego - Londyn, BBC Studios London
- 20 lutego - Preston, Civic Hall
- 21 lutego - Twickenham, St. Mary's College
- 22 lutego - Croydon, Greyhound
- 24 lutego - Londyn, Imperial College
- 25 lutego - Bristol, University
- 27 lutego - Leeds, Polytechnic
- 28 lutego - Liverpool, Philharmonic Hall

### Szwajcaria
- 4 marca - Zurych, Volkshaus
- 6 marca - Bazylea, St Jakob Sportshalle
- 7 marca - Lucerna, Verkehrshaus

### Anglia - część 4
- 13 marca - Blackpool, Winters Garden
- 14 marca - Weston-super-Mare, Winters Garden
- 15 marca - Epping, Wake Arms
- 17 marca - Exeter, University
- 20 marca - Edynburg, Odeon
- 21 marca - Dundee, Caird Hall
- 22 marca - Dunfermline, Kinema Ballroom
- 23 marca - Aberdeen, Music Hall
- 24 marca - Glasgow, Electric Garden
- 25 marca - Hamilton, Town Hall
- 28 marca - Dagenham, Roundhouse

### Niemcy Zachodnie - część 1
- 30 marca - Berlin Zachodni, Sportpalast
- 4 kwietnia - Kolonia, Mulheim Sporthalle

### Austria
- 6 kwietnia - Wiedeń, Konzerthaus

### Anglia - część 6
- 11 kwietnia - Chatham, Central Hall
- 18 kwietnia - Ewell, Technical College
- 24 kwietnia - Bath, nieznane miejsce koncertu
- 1 maja - Bath, Art College
- 9 maja - Dagenham, Roundhouse
- 11 maja - Leicester, De Montfort Hall
- 15 maja - Chelmsford, nieznane miejsce koncertu
- 16 maja - Birmingham, Town Hall
- 17 maja - Bristol, Colston Hall
- 18 maja - Dunstable, Civic Hall
- 25 maja - Londyn, Queen Elizabeth Hall

### Niemcy Zachodnie - część 2, Szwajcaria i Anglia
- 28 maja - Kilonia, Ostseehalle
- 29 maja - Berlin Zachodni, Neue Welt
- 30 maja - Monachium, Circus Krone (przeniesiony)
- 1 czerwca - Düsseldorf, Rheinhalle
- 2 czerwca - Hamburg, Musikhalle
- 4 czerwca - Bedford, FC Bedford Town (Anglia)
- 7 czerwca - Monachium, Eisstadion
- 8 czerwca - Bazylea, St Jakob Sportshalle
- 9 czerwca - Kolonia, nieznane miejsce koncertu

### Anglia - część 7 i Niemcy Zachodnie - część 3
- 12 czerwca - Twickenham, Eel Pie Island
- 14 czerwca - Croydon, Fairfield Hall
- 16 czerwca - Cambridge, Jesus College
- 19 czerwca - Manchester, John Dalton College
- 20 czerwca - Oksford, University College
- 21 czerwca - Frankfurt, Radstastion

## Wydawnictwa koncertowe z trasy
1. Concerto for Group and Orchestra (CD/DVD)
2. Gemini Suite Live (CD)
3. Kneel & Pray (CD)
4. Live in Montreux 69 (CD)
5. Deep Purple in Concert (CD/DVD)
6. Live in Stockholm (Scandinavian Nights) (CD/DVD)
7. Space Vol 1 & 2
8. Doing Their DVD
9. Heavy Metal Pioneers (film dokumentalny o trasie)

## Muzycy
- Ian Gillan - wokal
- Ritchie Blackmore - gitara elektryczna
- Jon Lord - keyboard i organy Hammonda
- Roger Glover - gitara basowa
- Ian Paice - perkusja